# Tous les mêmes
«Tous les mêmes» (en español: «Todos son iguales») es el tercer sencillo del álbum Racine carrée del cantautor Stromae. Desde su lanzamiento en 2013, ha alcanzado el puesto número uno en las listas de popularidad de Bélgica y Francia.

## Vídeo musical
El vídeo de «Tous les mêmes», dirigido por el cineasta Henry Scholfield, representa la vida de una mujer molesta con los hombres y sus acciones. Para este efecto, Stromae actúa con un lado de su cuerpo vestido de mujer y el otro de hombre, y la iluminación ambiental alterna entre el verde y el rosa según se esté mostrando el lado masculino o el femenino, respectivamente. El vídeo contiene otras señales visuales que Stromae y otros personajes realizan para ayudar a la interpretación de la canción.
La coreografía, tanto en su realización para el vídeo como en vivo, ha sido elogiada por su expresividad humorística y «un tanto cínica».
El vídeo cuenta con más de 300 millones de reproducciones en YouTube.

## Posicionamiento en listas y certificaciones
| País            | Lista (2013–14)         | Mejor posición |
| --------------- | ----------------------- | -------------- |
| Bélgica         | Ultratop 50 flamenca    | 4              |
| Bélgica         | Ultratop 50 valona      | 1              |
| Dinamarca       | Tracklisten             | 10             |
| Francia         | SNEP Singles Chart      | 1              |
| Hungría         | Single Top 40           | 19             |
| Italia          | FIMI Singles Chart      | 5              |
| Países Bajos    | Dutch Top 40            | 22             |
| República Checa | Singles Digitál Top 100 | 88             |
| República Checa | Rádio Top 100           | 45             |
| Rusia           | Russian Music Charts    | 7              |
| Suiza           | Schweizer Hitparade     | 27             |

| País    | Organismo certificador | Certificación | Ventas   |
| ------- | ---------------------- | ------------- | -------- |
| Bélgica | BEA                    | Platino       | 30 000   |
| Francia | SNEP                   | Platino       | ≈252,000 |
| Italia  | FIMI                   | 2× Platino    | 60 000   |

#### Sucesión en listas
| Anterior: «Royals» de Lorde «Hey Brother» de Avicii | Ultratop 50 valona — Sencillo Nro 1 30 de noviembre de 2013 — 20 de diciembre de 2013 28 de diciembre de 2013 — 10 de enero de 2014 | Siguiente: «Hey Brother» de Avicii «Happy» de Pharrell Williams |
| Anterior: «The Monster» de Eminem con Rihanna       | SNEP Charts — Sencillo Nro 1 24 de noviembre de 2013 — 1 de diciembre de 2013                                                       | Siguiente: «Happy» de Pharrell Williams                         |